# トヨタ・ハイラックスサーフ
ハイラックスサーフ（HILUX SURF）は、トヨタ自動車がかつて生産・販売していた大型SUVタイプの乗用車。設計は日野自動車主導で、開発と生産は日野とトヨタの共同となる。
日本国外へは「4ランナー」（4Runner）という名称で輸出されており、5代目以降は海外専売車種として販売が継続されている。

## ウィネベーゴ・トレッカー（1981年-1983年）
コンパクトピックアップトラックのハイラックスをベースに、FRP製シェルを架装してミニRV（キャンピングカー）とした車両で、ハイラックスサーフの前身にあたる。設計、架装および販売は米国のコーチビルダーであるウィネベーゴインダストリー（Winnebago Industries）。「ウィネベーゴ・トレッカー」 （Winnebago Trekker）の車名で1981年に販売が開始され、1983年の後半まで販売された。
トヨタはベース車としてハイラックスのシャシを提供し、ウィネベーゴで架装。トヨタから提供されるハイラックスはボンネットと運転席のみで、荷台を装備していないキャブシャーシの状態であった。4輪駆動だけではなく2輪駆動もあった。ウィネベーゴの工場では、ハイラックスのフレーム上にFRP製のボディ、および内装トリムを架装した。トップは、サイドウィンドウ部とリアハッチ部まで一体化された取り外し可能なハードトップ（リムーバブル・ハードトップ）で、テールゲートはフレームレスのグラスハッチ仕様であった。
現在、ピックアップトラックをベースとしたワゴンはSUVのカテゴリーに属するが、当時、SUVという用語は、北米以外ではまだ一般的に広まっていなかった時代の製品である。
トレッカーの本格生産と並行して、トヨタはその他の会社とも同様の架装モデルを生産していた。ある会社からはWolverine、Griffith社からはBlazer（あるいはTrailBraizer）と名づけられたハイラックスのコンバージョンモデルも架装、販売されていたといわれている。
ウィネベーゴは、このトレッカー以降の1990年代にも、ウィネベーゴ・ウォーリアーなどでハイラックスをベースにマイクロミニクラスCの本格的モーターホームをシリーズとして製作、販売し、トヨタとの関係が続いていた。

## 初代 N60系（1983年 - 1989年）
ボディ下半はスチール製となったが、FRP製リムーバブルトップは継続されていた。リアには転倒時のためのロールバーも追加された。フロントキャブ屋根上にはチルト式のサンルーフが付き、ハードトップとサンルーフを外すと、オープン・エアを楽しめるオープンカーにもなる、多用途レジャー仕様だった。
- 1983年10月 - ウィネベーゴ・トレッカーを自社に取り込み、車名を4 Runner（フォー・ランナー）と変更し、1984年モデルとして米国にて販売開始。
- 1984年
  - 5月 - 日本国内で販売開始。

日本国内では、屋根を取り外しての公道走行は運輸省の認可が下りなかったが、着脱は可能な構造になっている。全車4ナンバーのライトバン扱いとなった。
エンジンは、ガソリンが直列4気筒2.0Lの3Y型、ディーゼルは直列4気筒2.4Lの2L型の2種類。サスペンションはハイラックス4WD同様の4輪リーフリジッドで、スプリングをアクスルハウジングの上で固定する「オーバースラング」タイプである。このレイアウトは地面に接触する地上高の低い部分が減り、オフロードカーとしての利点と見た目の雰囲気は高まるが、操縦安定性と乗り心地は非常に悪い。また、パーキングブレーキはステッキ式を採用。
  - 11月 - ターボディーゼルの2L-T型エンジンを追加。
- 1985年8月 - オンロードでの走行性能を改善するため、フロントサスペンションとばねを、リーフリジッドからダブルウィッシュボーン+トーションバースプリングに変更する。この変更はハイラックスサーフのみで、ピックアップの4WDは従来通り、4輪リーフリジッドのまま残された。
- 1986年8月 - マイナーチェンジ。日本国内のハイラックスサーフでは、5ナンバー登録、ATの設定、共に初となるワゴンが追加される。エンジンは昭和53年排出ガス規制に適合した、2.0LガソリンEFIの3Y-Eのみ。

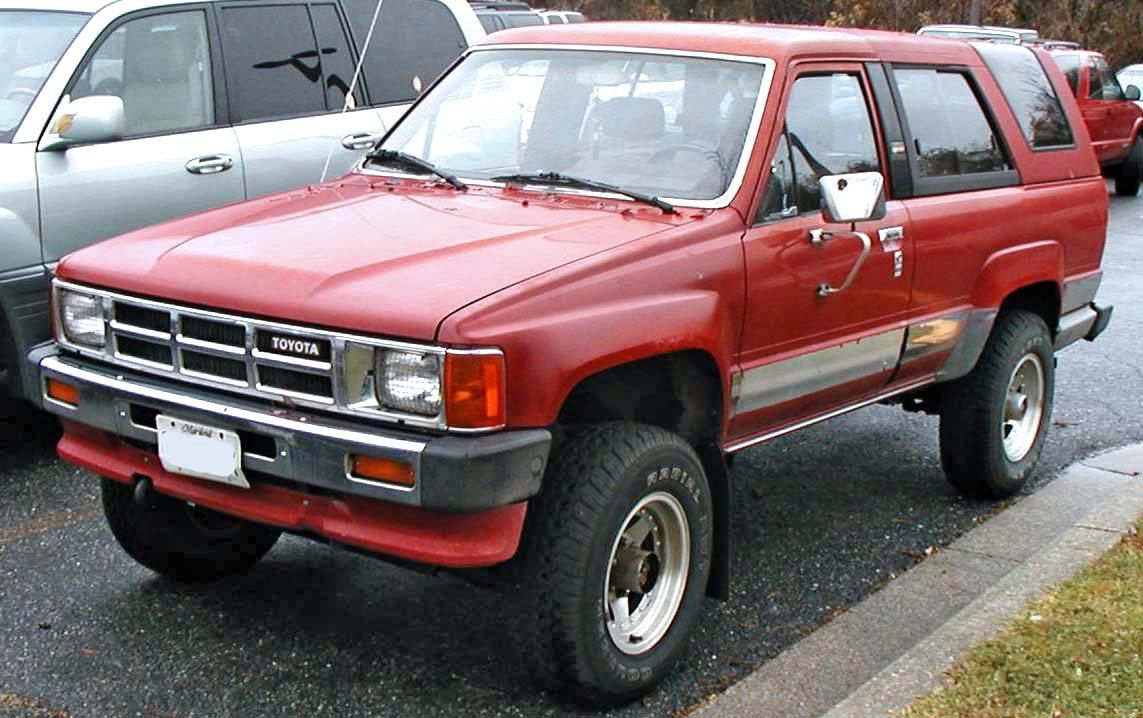
北米仕様 写真は車体同色のFRPシェルを持つ

## 2代目 N130系（1989年 - 1995年）
- 1989年5月 - フルモデルチェンジ。北米での輸入関税の変更から、2ドアの免税メリットがなくなったことを受け、従来からの2ドアに加え、4ドアボディをラインナップ。先にフルモデルチェンジしたハイラックス4WDとインパネ、ドライブトレインなどを共有する。北米では安価なSUVを欲する層も多く、フォー・ランナーにはFR = 2WD が新たに設定されているが、ハイラックスサーフは4WDのみとなった。日本国内向けのエンジンは、5ナンバーのワゴンが従来型と同じ3Y-E型ガソリン2.0L・97馬力と2L-T型ディーゼルターボ2.4L・94馬力、4ナンバーのバンは3L型ディーゼル2.8L・91馬力を設定。パーキングブレーキは従来同様ステッキ式である。
- 1990年8月 - 一部変更。性能で日産・テラノに一歩遅れをとったため、輸出用と同じV型6気筒ガソリン3.0Lの3VZ-E型を追加設定。ハイラックスサーフ初の3ナンバー車となる。2,400ccディーゼルターボはEFI化とATを追加。従来の3Y-Eは5速MTのみに整理される。
- 1991年8月 - マイナーチェンジでフロントグリルのエンブレムを新CI化。異形ヘッドライト化。ワイドフェンダー＆背面スペアタイヤつきの3ナンバー車を新設定。上級グレードとしてレカロ製のシートと、ルーフスポイラーを装備したSSR-Gを追加。ガソリン2.0Lの3Y-E型は廃止された。
- 1992年
  - 5月 - 特別仕様車「夏季特別仕様車SSR-X ワイドボデー」を発売。

SSR-X ワイドボデーの4ATと5MT、2.4Lディーゼルターボをベースに、ボディカラーは、ブラックメタリックを採用。そのほか、ハイマウントストップランプ付きリヤスポイラー、バックドア付きスペアタイヤキャリアなどを特別装備している。
  - 8月 - 東京以外のトヨペット店でも扱い開始（東京は以前からトヨタ店／トヨペット店で扱っていた）。
  - 10月 - 特別仕様車「冬季特別仕様車SSR-X ワイドボデー」を発売。

SSR-X ワイドボデーの4ATと5MT 、2.4Lディーゼルターボ車をベースに、ボディカラーは、ブラックメタリックを採用。そのほか、LEDハイマウントストップランプ付きリヤスポイラー、バックドア付きスペアタイヤキャリア、8スピーカーなどを特別装備している。
- 1993年
  - 5月 - マイナーチェンジ。日本国内のディーゼルエンジンを3.0Lの1KZ-TE型に変更。バンおよび日本向け2ドアモデルは廃止。外装の変更はドアモールの意匠変更とエンブレム類に留まる。
  - 10月 - 特別仕様車「SSR-Xリミテッド ワイドボデー」と「SSR-Vリミテッド ワイドボデー」を発売。SSR-X ワイドボデーグレード、SSR-V ワイドボデーグレードの4ATと5MT 、3Lディーゼルターボ車をベースに、ボディカラーは、ブラックメタリック、ハイランドフォレストトレーニング（ツートンカラー）を採用。そのほか、LEDストップランプ付きリヤスポイラー、バックドア付きスペアタイヤキャリアなどを特別装備している。
- 1994年
  - 4月 - SSR-Xワイドベースの発売10周年記念車を限定販売。
  - 9月 - 特別仕様車「SSR-Xリミテッド ワイドボデー」を発売。

SSR-X ワイドボデーの4ATと5MT 、3Lディーゼルターボ車をベースに、ボディカラーは、ブラックメタリック、もしくはアクティブナイトトーニング（ツートンカラー）を採用。そのほか、LEDハイマウントストップランプ付きリヤスポイラー、4スピーカーなどを特別装備している。
- 1995年
  - 4月 - 特別仕様車「SSR-Xスポーツパッケージ ワイドボデー」、「SSR-Xリミテッド ワイドボデー」を発売。

SSR-X ワイドボデーの4ATと5MT 、3Lディーゼルターボ車をベースに、ボディカラーは、ホワイト、ブラックメタリック、ダークブルーマイカ、ハイランドフォレストトーニング（オプション）を採用。そのほか、ハイマウントストップランプ付きリヤスポイラー、SSR-Xスポーツパッケージ ワイドボデーグレードには、革巻ステアリングホイール＆コンソールなどを特別装備している。
  - 11月[3] - 生産終了。在庫対応分のみの販売となる。
  - 12月 - 3代目と入れ替わって販売終了。

### リコール隠し
- 2004年8月12日 - 1993年度に製造されたハイラックスが熊本県で走行中、ステアリングリレーロッドが折れて操舵ができなくなって反対車線にはみ出し、反対車線の乗用車と正面衝突して計5人が重軽傷を負った[4]。同年10月26日にリレーロッドに纏わるリコールが行われたが[5]、この不具合を1992～1996年には既に把握していたのではないかというリコール隠しが疑われた。2006年に熊本県警によって書類送検となったが、検察の判断で不起訴処分が確定している。

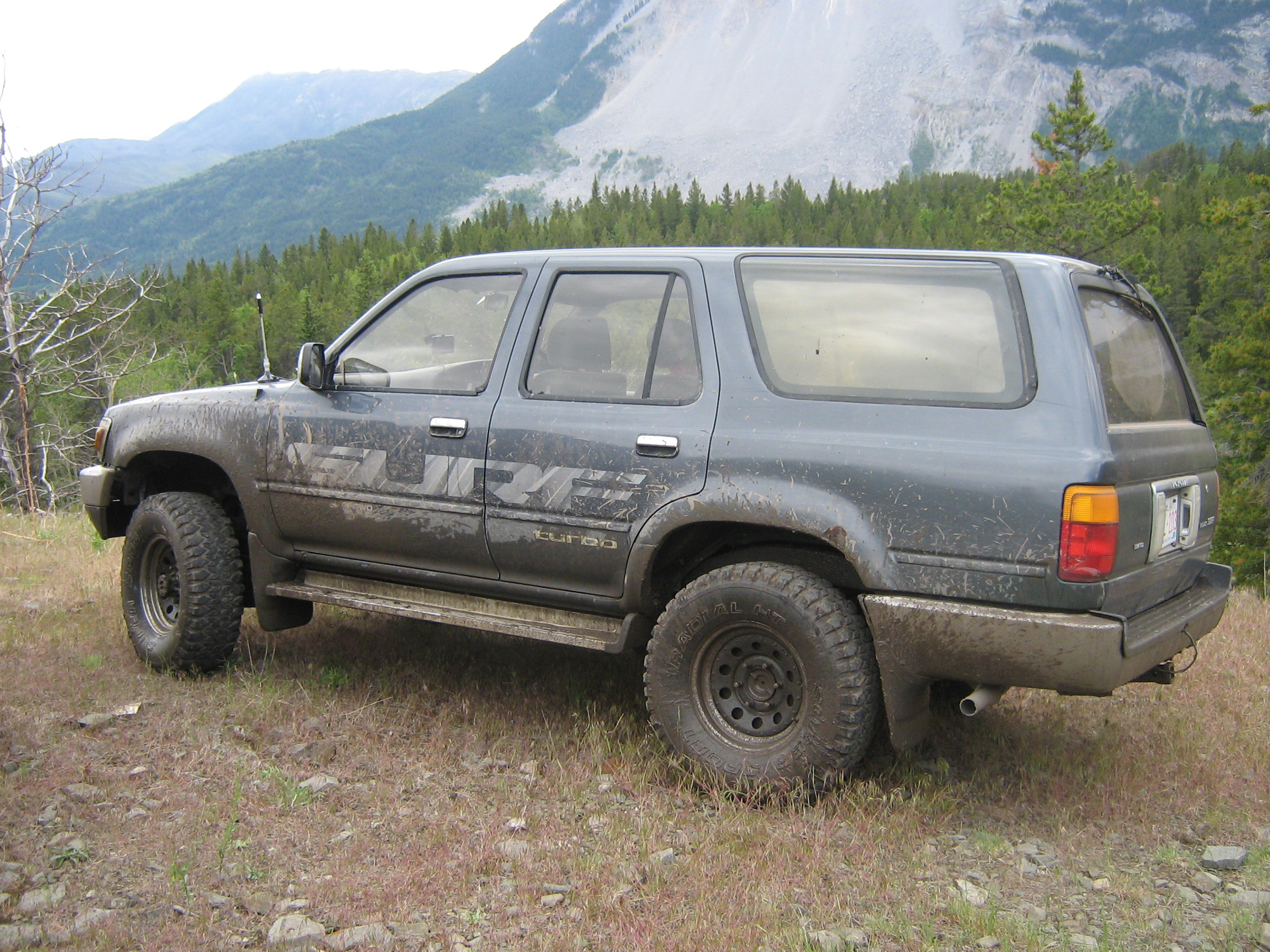
前期型 リア
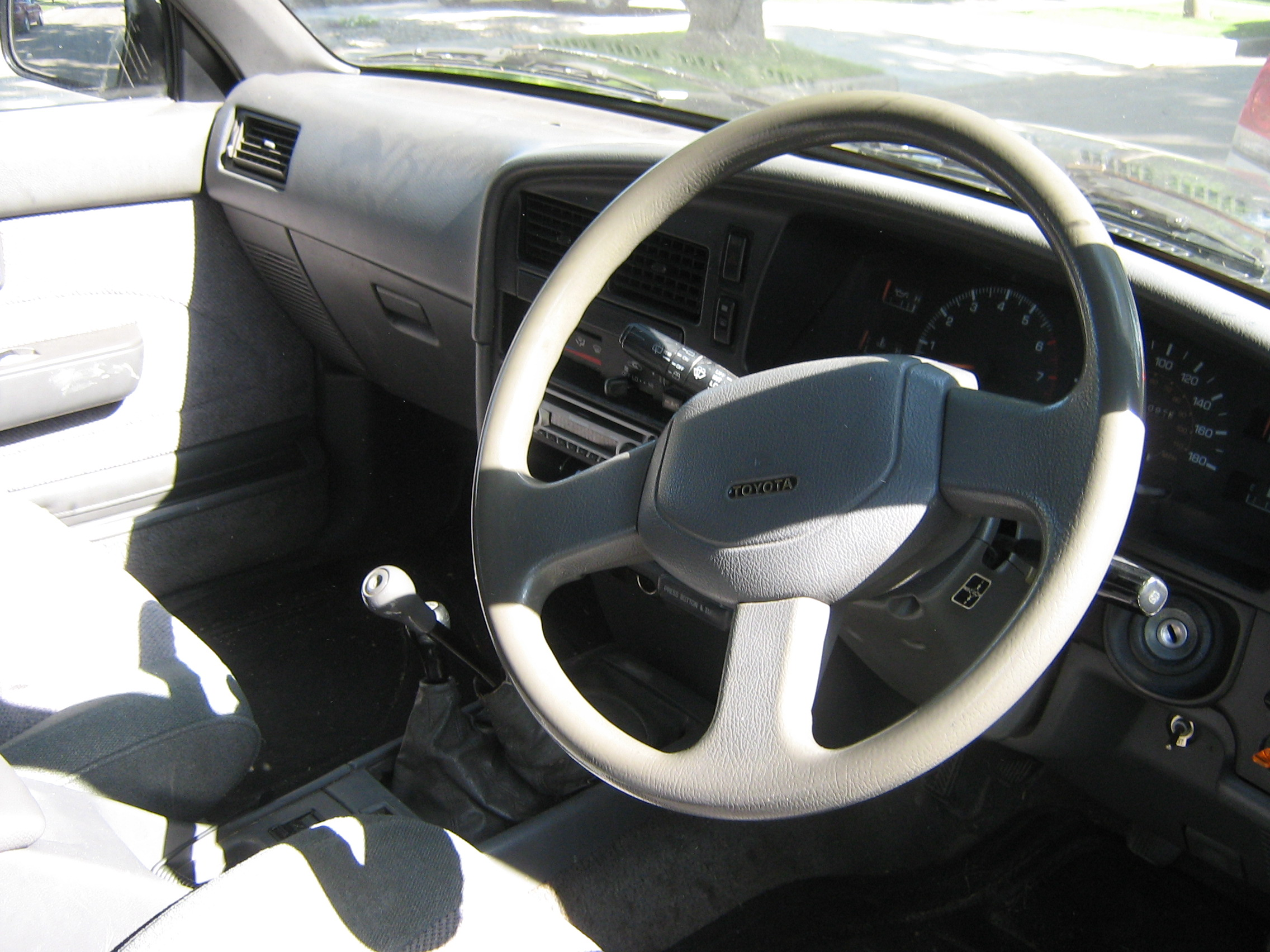
前期型 インテリア

## 3代目 N180系（1995年 - 2002年)
- 1995年12月登場。ベース車両がタコマに変更され、フレームの基本部分をはじめ、サスペンション、エンジン、ドライブトレーンなど、シャシ回りの多くをタコマ、ランドクルーザープラド（90系以降）と共用する。パーキングブレーキレバーはステッキ式（ダッシュボード下）からサイドレバー式（前席間フロア）に変更された。パワーウインドウとドロップゲートの組み合わせで使い勝手が悪く、日本国内からは改善要求の多かったバックドアは、荷室の床レベルまでが一体の一般的な跳ね上げ式に変更されたが、ウインドウガラスが電動で上下できる機能は残された。
- 1996年7月 - SSR-Gのインタークーラー付ディーゼルターボ車にワイドボディを追加。
- 1997年
  - 1月 - 特別仕様車「SSR-Xリミテッド ワイドボデー」を追加。SSR-X ワイドボデーグレードの2.7 Lガソリンと3.0 Lディーゼルターボをベースに、ボディカラーは、ブラックメタリック、レッドマイカメタリックを採用。そのほか、UVカットガラス、リアスポイラー、オーディオレス仕様+6スピーカーなどを特別装備している。
  - 12月 - トヨペット店とビスタ店扱いのハリアーのデビューにより、ハイラックスサーフはトヨタ店（大阪地区は大阪トヨペットとネッツ店）の専売となる。
- 1998年
  - 8月 - マイナーチェンジ。

トランスファーを廃し、2.7 Lガソリンエンジン+4ATのみの組み合わせで、日本国内向けモデル初のFR車、「スポーツランナー」が追加される[8]。
登場時は二輪駆動車のオーバーフェンダーは、暴走行為を助長するものとして認可されていない時期であり、それらを廃した上「スポーツ」グレードとしての操縦安定性を高めるべく扁平タイヤを装着したため、外観の印象は4WD車とは大きく異なる。4WD車についてはナローモデルが廃止され、全車ワイドボディになる。
  - 10月 - 特別仕様車「SSR-X Vセレクション」を発売。

SSR-Xの2.7 Lガソリンと3.0 Lディーゼルターボ 4WD車をベースに、ボディカラーは、シルバーメタリック、特別色ブラックメタリックを採用。そのほか、メッキ処理を施したバンパー、ドアミラー、ドアハンドル、4スピーカーなどを特別装備している。
- 1999年
  - 8月 - 一部改良。180系、フューエルフィルターを軽量化。
  - 11月 - 特別仕様車「SSR-Xプレミアムセレクション」を発売。

SSR-Xの2.7 Lと3.0 L 4WD車をベースに、ボディカラーは、ホワイトパールマイカを採用。そのほか、電動格納式リモコンドアミラー、リヤスポイラー、フォグランプ、木目調パネル、表示色を7パターン選べる専用オプティトロンメーター（レインボーカラータイプ）などを特別装備している。
- 2000年7月 - マイナーチェンジ。

ディーゼルエンジンを1KZ-TE型から1KD-FTV型へ換装。同時にMT車が廃止された。FR車の車高を上げ、大型フェンダーと265/70R16タイヤを装備し、4WD車同様の外観とした「2.7 SSR-V」を追加。
- 2001年
  - 5月 - SSR-Vをベースとする特別仕様車「SSR-V ブラックナビゲーター」を発売。専用外板色ブラックの設定を始め、GPSボイスナビゲーション付きワイドマルチAVステーションなどを特別装備している。
  - 12月 - 一部改良。
- 2002年
  - 9月[9] - 生産終了。在庫対応分のみの販売となる。
  - 11月 - 4代目と入れ替わって販売終了。

## 4代目 N210系（2002年 - 2009年）
- 2002年11月登場。月間目標台数は2,000台。

ランドクルーザープラドとのメカニズム共用化がさらに進められ、パーキングブレーキが足踏み式となった。また、リヤのブレーキを従来のドラムからベンチレーテッドディスクに変更した。エンジンは2.7L 直列4気筒ガソリン（デビュー当初は3RZ-FE、2004年に2TR-FEへ換装）、3.4L V型6気筒ガソリン（5VZ-FE）、3.0L 直列4気筒直噴ディーゼルターボ（1KD-FTV）が設定された。またMTが廃止された。
- 2004年8月 - 一部改良。

車両盗難防止のため、IDコードが登録された正規のキー以外ではエンジンが始動しない、エンジンイモビライザーシステムを全車に標準装備。
- 2005年7月 - マイナーチェンジ。

V6 3.4L ガソリンエンジンの5VZ-FEは、V6 4.0Lの1GR-FEに変更され、5速ATもセットで設定された。同時にディーゼルモデルは国内ラインナップから落とされた。北米仕様の4ランナーにはV8・4.7Lの2UZ-FEやオプションで2人掛けサードシート（要するに7人乗りとなる）の設定もある。特別仕様車としてLIMITEDも発売されている。
- 2006年8月 - 一部改良。外板色のうちライトブルーメタリックを廃止。

同時にトヨタ店のチャネル創立60周年を記念した特別仕様車「SSR-Xリミテッド　60thスペシャルエディション」を発売。スモーク加飾メッキフロントグリル、ダークグレーメタリックセンタークラスターパネル＆フロアコンソール、ルーフレール、リヤスポイラー（LED式ハイマウントストップランプ付）などを装着する。
- 2007年6月 - 一部改良。フロントシート・リヤシート内突対応、後席アームレスト形状変更。特別仕様車「リミテッド」を発売。SSR-Xをベースに、外装にはスモーク加飾メッキフロントグリル、リヤスポイラー（LED式ハイマウントストップランプ式）を、内装にはセンタークラスターパネル＆フロアコンソール（ダークグレーメタリック）などを採用している。
- 2009年7月 - モデルチェンジを控えたランドクルーザープラドに統合される形で日本国内での販売終了。ハイラックスサーフは26年の歴史に幕を閉じ、日本国内市場からハイラックスの車名が一時消滅した（2017年に復活）。

## 5代目 N280系（2009年 - ）
このモデル以降は日本国外専売となる。4代目からの変更点としては、4.6 L 2UZ-FE型 V8が廃止され、2.7 L 2TR-FEと 4.0 L 1GR-FEのみになったことが挙げられる。

## 6代目（2024年 - ）
2024年4月9日、米国トヨタは新型4ランナーを世界初公開。米国での発売は2024年秋を予定。